# 臺中市光華高級工業職業學校
光華學校財團法人臺中市光華高級工業職業學校，簡稱光華高工，位於臺中市太平區的私立高級職業學校。

## 歷任校長
1. 黃冕：1955年12月5日－1961年4月（任內去世）
2. 陳惠鈺：1962年－1988年
3. 黃秀忠：1988年－2020年
4. 賈德琪：2020年2月1日－

## 歷史
- 1951年，創辦人黃冕鑑於中華民國電訊技術人員之需要，爰有興辦電訊教育之動機，是年先行設立「光華無線電傳習所」。
- 1955年12月5日，於今進化校區(北區進化路515號)成立「私立光華電訊職業學校」，專辦電訊科。
- 1958年，增設土木測量科，升格改制為「光華工業職業學校」。
- 1963年，增設電子設備修護科。
- 1964年，成立「附設高級工業職業進修補習學校」。
- 1965年，增設機械製圖科。
- 1967年，奉准增設機工及電工兩科。
- 1970年，配合九年國民教育，停召初級部，更名為「臺灣省臺中市私立光華高級工業職業學校」。
- 1986年，原機工科改為機械科、電工科改為電機科。
- 1987年，奉准增設資訊科。
- 1989年，土木測量科配合課程修訂改為測量科。
- 1991年8月，臺灣省政府教育廳核准辦理遷校。
- 1996年，增設建築製圖科。
- 1997年，創設消防工程科，增設實用技能班電腦繪圖科。
- 1998年11月，太平校區環評通過。
- 1999年，將建築製圖科改設室內空間設計科。6月，太平校地獲臺灣政府同意為特定事業用地。
- 2000年，電訊科併入電子科，測量科亦不再單獨設科，土木類群仍保留測量專業知能之教學至今。5月，太平開發案依據921地震新修訂規範修正案通過。
- 2001年3月，臺中縣政府發給開發許可。
- 2003年11月，取得雜項使用執照。12月，地目變更完成。
- 2008年，增設模具科及多媒體動畫科。1月，太平校區污水處理廠、實習大樓兩棟建築開始興建。
- 2009年11月25日，更名為「光華學校財團法人臺中市光華高級工業職業學校」。
- 2010年，增設模具技術科。進修學校增設多媒體動畫科。
- 2011年6月10日，太平校區新實習大樓（雲樵樓）完工。
- 2012年3月12日，太平校區教學大樓開始興建。
- 2014年6月，太平校區教學大樓完工。6月28日，遷校至太平校區。
- 2014年9月，103學年度開始取消女生夏季制服短裙款式，該年度之後的新生女同學將不會穿到裙子。
- 2019年10月28日，在舊校區舉行「皇普莊園」動工與土地交接儀式。[1]

## 建築
- 雲樵樓：機械、模具科工廠、電腦硬體裝修工廠、單晶片控制工廠、電子工廠，樓高5層。
- 教學大樓：各樓層柱牆以不同顏色磁磚由深入淺裝飾，突顯各樓層之特色並融入綠建築理念，教學大樓內生活機能完備，一般教室、專科教室、e化教室、語言教室、圖書室、會議室、階梯式視聽教室、福利社及師長辦公室等，樓高7層。

## 榮譽團隊
- 拔河隊、籃球隊、儀隊、樂隊、太鼓隊。
- 交通服務隊。
- 合唱團。

## 交通
一江橋站
- 台中客運：41
- 豐原客運：280、286、287、288
- 統聯客運：75、85
- 四方客運 :  242
- 總達客運 :  246

山腳站
- 豐原客運 :  51
- 四方客運 :  249

亞姆拉公司站
- 中鹿客運  : 74

光華高工站
- 捷順交通 ：956[2]

## 外部連結
- 光華高級工業職業學校 （页面存档备份，存于）
- 臺中市光華高級工業職業學校的Instagram帳戶
- 光華高級工業職業學校附設大學首頁 （页面存档备份，存于）